# Indawar, Hungund
Indawar là một làng thuộc tehsil Hungund, huyện Bagalkot, bang Karnataka, Ấn Độ.